# Pinolillo

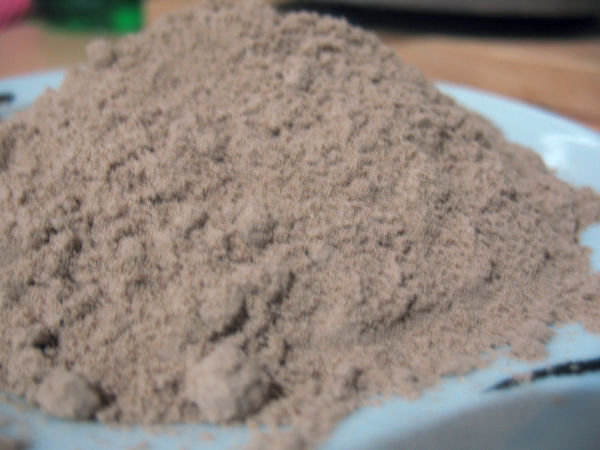
Pinolillo in Pulverform

Pinolillo oder Pinol ist ein aus Maismehl und Kakao bestehendes traditionelles Getränk in Nicaragua.
Das nötige Pulver wird aus geröstetem Mais und ein wenig Kakao gemacht. Es wird mit Wasser oder Milch gemischt und gesüßt oder ungesüßt getrunken. Das Getränk hat eine raue, körnige Note. In Nicaragua wird das Basispulver auch für Gerichte wie garrobo con pinol verwendet. Traditionell wird das Getränk in einer Kalebasse, hergestellt aus der Schale der Jicaro-Frucht, serviert. Der Konsum von Pinolillo ist so verbreitet, dass die Nicaraguaner sich Pinoleros nennen.